# Lyle R. Wheeler
Lyle R. Wheeler (Woburn, 2 de fevereiro de 1905 — Los Angeles, 10 de janeiro de 1990) é um diretor de arte estadunidense. Venceu o Oscar de melhor direção de arte em cinco ocasiões: por Gone with the Wind, Anna and the King of Siam, The Robe, The King and I e The Diary of Anne Frank.